# تلال إفريقيا الخضراء
تلال أفريقيا الخضراء هو ثاني عمل أدبي واقعي كتبه إرنست همينغوي عام 1935م. يروي الكتاب مدة مكوثه هو وزوجته بولين ماري فايفر في شرق أفريقيا خلال شهر ديسمبر من سنة 1933م. قُسم الكتاب تلال أفريقيا الخضراء إلى أربعة أقسام: «بحث ومحادثة» و«بحث تُذكّر» و«بحث وفشل» وأخيرًا «بحث كسعادة». كل قسم يلعب دورًا مختلفًا في القصة.